# Lizzy Igasan
Elizabeth ("Lizzy") Jane Igasan (Whangarei, 16. rujna 1982.) je novozelandska hokejašica na travi. Igra na položaju obrambene igračice.
Svojim igrama je privukla pozornost novozelandskog izbornika, što joj je dalo mjesto u izabranoj vrsti.
Za Novi Zeland je prvi put zaigrala na utakmici protiv djevojčadi Južne Koreje 2001.
 
Elizabeth Igasan se istakla svojim igrama toliko da je u dvjema uzastopnim godinama izabrana za novozelandsku igračicu godine (2004. i 2005.).

## Sudjelovanja na velikim natjecanjima
Za "The Black Sticksice" je prvi put zaigrala 2001.
- 2001.: Trofej prvakinja u Amstelveenu, 5. mjesto
- 2002.: svjetsko prvenstvo u Perthu, 11. mjesto
- 2004.: izlučna natjecanja za OI 2004., u Aucklandu, 3. mjesto
- 2004.: Olimpijske igre u Ateni, 6. mjesto
- 2004.: Trofej prvakinja u Rosariju, 6. mjesto
- 2005.: Champions Challenge u Virginia Beachu, zlatno odličje (proglašena najboljom igračicom na turniru)
- 2006.: Igre Commonwealtha u Melbourneu, 4. mjesto
- 2007.: Oceanijski kup u Buderimu, zlatno odličje
- 2008.: Olimpijske igre u Pekingu, 12. mjesto

## Vanjske poveznice
- Novozelandski olimpijski odbor  Arhivirana inačica izvorne stranice od 11. ožujka 2007. (Wayback Machine) Profil